# Valtrujal
Valtrujal es una localidad española despoblada en el valle del río Jubera, La Rioja (España), situada en la ladera de la margen derecha del río. Antiguamente formó parte, junto con las aldeas de Dehesillas, Buzarra, Oliván, Santa Marina y San Vicente de Robres, del municipio de Robres del Castillo.